# متلازمة سوير–جيمس
متلازمة سوير–جيمس (بالإنجليزية: Swyer–James syndrome)‏ وتعرف اختصارًا SJS، هي اضطراب نادر في الرئة، اكتشفها طبيب الصدر الإنجليزي وليام ماثيسون ماكلويد، وفي نفس الوقت الطبيب بول روبرت سوير وخبير الأشعة جورج جيمس في الخمسينيات في كندا.
متلازمة سوير - جيمس هي مظهر من مظاهر التهاب القصيبات المسد. هذا يحدث لأن الرئة المصابة بالمرض أو جزء منها لا ينموا بشكل طبيعي وتكون عادةً أصغر قليلاً من الرئة المعاكسة. المظهر الشعاعي المُميز هو ظهور فرط الشفافية الرئوية للأشعة(pulmonary hyperlucency)والذي ينجم عن فرط تمدد الحويصلات الهوائية مع انخفاض تدفق الشرايين. وقد تم ربطه بنوع الفيروس الغداني21.
عادةً ما تظهر متلازمة سوير–جيمس على شكل تظليل في الأشعة المقطعية المحسوبة (CT scan)في المناطق العلوية من أحد الرئتين أو (نادراً) بالرئتين. يعمل المرضى الذين يعانون من المرض بنفس الطريقة التي يعمل بها المرضى الذين يعانون من توسع القصبات. نتيجة لذلك، يمكن أن يكون المرض دون تشخيص لبعض الوقت. مع التطورات الدوائية الحالية، فإن المآل مفيد للأشخاص الذين يعانون من المرض ليعيشوا حياة طبيعية وصحية.

## الأعراض
قد لا يكون للأفراد المصابين بمتلازمة سوير جيمس أي أعراض، يمكن أن يكون لديهم التهاب رئوي مزمن أو متكرر، وضيق في التنفس (ضيق النفس) عند القيام بنشاط ما، والسعال الدموي (نفث الدم)، وحتى ضعف التنفس الشديد.

## الأسباب
سبب متلازمة سوير جيمس ليست مفهوماً تماماً. يتفق معظم الخبراء على أن الشذوذ الأولي يحدث في القصبات الهوائية البعيدة (أنابيب الهواء التي تنقل الهواء من وإلى الرئتين) بعد الإصابة أثناء الطفولة المبكرة.  قد يكون الحجم الأصغر للرئة المصابة سببه العدوى التي تمنع النمو الطبيعي للرئة. وصف عدد من التقارير متلازمة سوير جيمس كنتيجة لتاريخ الطفولة بما في ذلك العلاج الإشعاعي. الحصبة، السعال الديكي؛ مرض السل؛ الالتهابات المفطورية(ميكوبلازما)، والالتهابات الفيروسية وخاصة الغدانية. لقد أوضحت الأبحاث أن فرط الحساسية المناعيةفي الرئة (تنتج عنه وفرة غير عادية من الأجسام المضادة) قد يلعب دوراً في الحفاظ على تلف مجرى الهواء بعد الإصابة الأولية. جادل البعض بأن خلل الرئة الموجود مسبقًا قد يؤهب الأفراد لهذه الحالة. على الرغم من أن التلف القصبي من نوع ما أثناء الطفولة يعتبر عمومًا دورًا مهمًا، إلا أن العديد من الأفراد المصابين لم يكن لديهم تاريخ معروف للإصابة بعدوى في مجرى الهواء. من الممكن أن تسهم بعض العوامل غير المعروفة الموجودة عند الولادة في تطور متلازمة سوير جيمس.

## العلاج
أفادت بعض الدراسات أن الأفراد الذين يعانون من متلازمة سوير جيمس عولجوا بطريقة متحفظة. ومع ذلك، على الرغم من وجود عدد قليل من التقارير المنشورة، فقد تم الاعتراف بأن العلاج الجراحي يجب أن يؤخذ في الاعتبار عندما لا يمكن السيطرة على العدوى. كانت هناك تقارير عن إصابة الأفراد المصابين باستئصال الرئة، أو استئصال الفص (إزالة واحد أو أكثر من فصوص الرئة) أو استئصال جزء (إزالة جزء محدد).
لقد اقتُرح أن الأفراد الذين يعانون من متلازمة سوير جيمس قد يستفيدون من جراحة خفض حجم الرئة (LVRS)، وهو الإجراء الذي يتم فيه إزالة الأنسجة التالفة من الرئة. تم تنفيذ ال LVRS بنجاح في شخص مصاب بمتلازمة سوير جيمس، وقد اقتُرح أنه يمكن استخدام هذا الإجراء لإدارة الحالات في الأفراد المصابين الآخرين لأنه أُثبت أنه فعال في تحسين وظيفة الرئة.